# Transaminase glutâmico-oxalacética

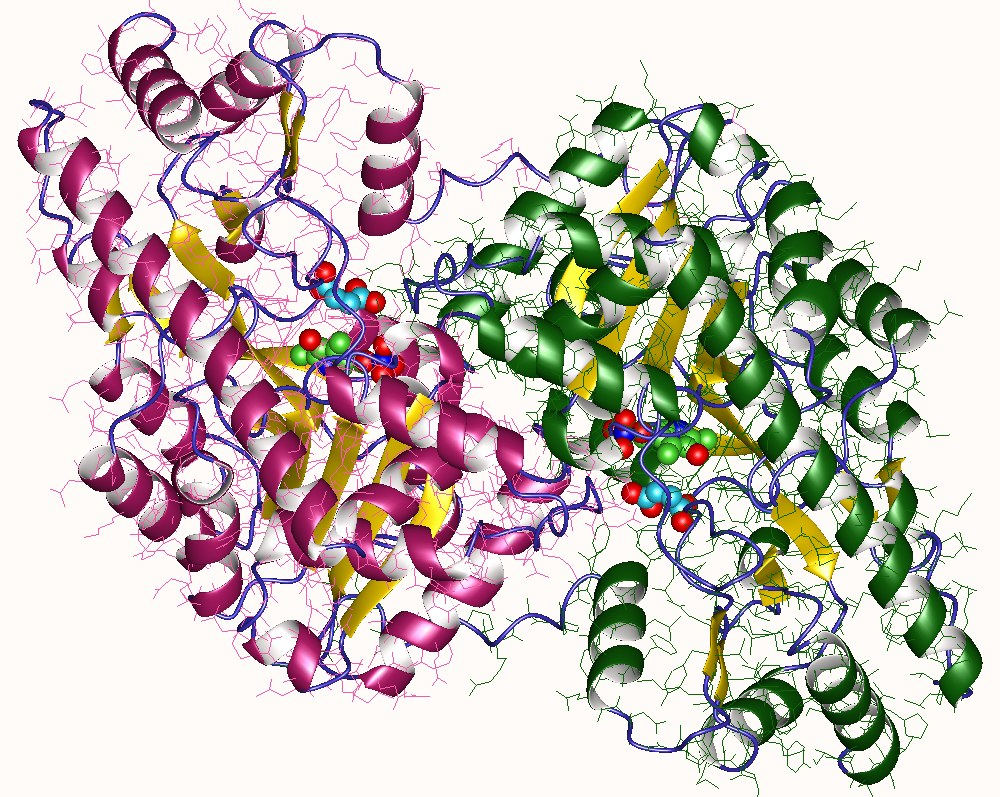

A transaminase glutâmico oxalacética (TGO), também chamada de aspartato aminotransferase (AST) e antigamente chamada de transaminase glutâmico-oxalacética do soro, é uma enzima transaminase que catalisa a conversão da porção nitrogenada de um aminoácido para um resíduo de aminoácido. 
Essencial para a produção de energia no ciclo de Krebs, a TGO é encontrada no citoplasma e nas mitocôndrias de muitas células, primariamente no fígado, coração, músculos esqueléticos, rins, pâncreas e hemácias. Essas enzimas são liberadas no sangue em grandes quantidades quando há dano à membrana do hepatócito, resultando em aumento da permeabilidade. A necrose em si não é necessária e há baixa correlação entre o grau de lesão hepatocelular e o nível das aminotransferases. Assim, a elevação absoluta das aminotransferases tem grande significado diagnóstico, e não prognóstico, nas hepatopatias agudas.
Normal
TGO = até 40 Unidades Karmen; TGP = até 30 UK
Elevada
a) > 1.000 a 3.000 U: hepatites virais graves;
b) 1.000 a 2.000 U: fase aguda da obstrução biliar (ex.: cálculo obstruindo o ducto biliar comum), porém
com decréscimo rápido dos níveis para < 300 U/L;
c) < 1.000 U: doenças associadas com lesão hepatocelular extensa como hepatites virais, hepatopatias
isquêmicas (hipotensão prolongada, insuficiência cardíaca aguda...), hepatopatias tóxicas ou induzidas
por drogas;
d) < 300 U: colestase intra ou extra-hepática sem lesão hepatocelular importante;
e) 50 a 200 U: hepatopatias crônicas não muito graves e lesões focais (ex.: cirrose de Laennec, hepatite viral anictérica, invasão tumoral).